# Amblyonychus nigripes
Amblyonychus nigripes là một loài ruồi trong họ Asilidae. Amblyonychus nigripes được Fabricius miêu tả năm 1787.